# Maumere
Maumere je správním sídlem v souostroví Malé Sundy. Spolu s Ende patří k největším městům ostrova Flores. Leží na severním pobřeží ostrova.

## Obyvatelstvo
V roce 1992 mělo město celkem 70 000 obyvatel, v roce 2010 pak 82 039 obyvatel a v roce 2020 87 720 obyvatel.
V roce 2005 byla ve městě založena římskokatolická diecéze Maumere.
Útesy v oblastech kolem zálivu Maumere byly kdysi považovány za jedno z nejlepších míst k potápění na světě. Zpráva z roku 2007 však zjistila, že 75 % korálových útesů bylo velmi poškozeno nebo zničeno rybolovem, při kterém byly používány toxické chemikálie. Jednou z priorit místní komunity a vlády je podpora cestovního ruchu. Každoroční kulturní akce Maumere in Love byla zahájena jako krok k podpoře místního i širšího zájmu o region kolem Maumere.

## Matka všech národů
Matka všech národů (indonésky: Bunda Segala Bangsa) je socha Panny Marie na kopci Nilo vzdáleném 5 kilometrů od Maumere. Socha je vysoká 18 metrů ale s podstavcem a základem je celkově vysoká 28 metrů.

## Doprava
Ve městě se nachází letiště Franse Xaviera Seda a letiště Maumere.

## Podnebí
Maumere má tropické savanové klima s dlouhým obdobím sucha a krátkým obdobím dešťů.